# Charlie Musselwhite
Charles Douglas "Charlie" Musselwhite (Kosciusko, Misisipi, 31 de enero de 1944) es un músico de blues estadounidense. Uno de los pocos músicos blancos que alcanzaron reconocimiento a comienzos de la década de los 60 junto con Mike Bloomfield y Paul Butterfield o la banda Canned Heat. La figura de Musselwhite inspiró el personaje interpretado por Dan Aykroyd en la película Blues Brothers.

## Biografía
Musselwhite nació en Kosciusko (Misisipi) aunque creció en Memphis (Tennessee). Siendo adolescente se contagió del ambiente musical que impregnaba la ciudad, con el surgimiento del rock and roll y de figuras como Elvis Presley, Jerry Lee Lewis o Johnny Cash. Durante este periodo, Musselwhite adoptó el nombre artístico de "Memphis Charlie". Tras ganarse la vida trabajando en diferentes oficios, se trasladó a Chicago, donde conoció a numerosas figuras del blues como Lew Soloff, Muddy Waters, Junior Wells, Sonny Boy Williamson, Buddy Guy, Howlin' Wolf, Little Walter y Big Walter Horton. Musselwhite se sumergió por completo en la vida musical de la ciudad. Trabajó ocasionalmente en Jazz Record Mart, una tienda de discos propiedad de Bob Koester, fundador de Delmark Records y frecuentó con asiduidad los clubes de la ciudad, donde hizo amistad con Big Joe Williams y John Lee Hooker.
Con el tiempo, Musselwhite fundó su propia banda de blues, que en 1966 publicó con Vanguard Records su debut discográfico con el álbum Stand Back! Here Comes Charley Musselwhite's Southside Band, que obtuvo un éxito inmediato. Esta circunstancia lo animó a trasladarse a San Francisco, donde se estaba desarrollando un importante movimiento contracultural. En California fue recibido como una figura del blues y pronto convenció a su amigo John Lee Hooker para que siguiera sus pasos. Desde entonces, Musselwhite ha publicado más de 20 álbumes y ha colaborado como artista invitado en numerosas grabaciones junto a artistas como B.B. King, Bo Diddley, Eric Clapton, Koko Taylor, Jimmie Vaughan, Dr. John, Jack DeJohnette, Bonnie Raitt o The Blind Boys of Alabama. Colaboró en el álbum Mule Variations de Tom Waits y en el sencillo de INXS, Suicide Blonde. En 1998 participó en la película Blues Brothers 2000. En 1999 publicó el álbum Continental Drifter, grabado en Noruega junto al conjunto cubano Cuarteto Patria. 
En 2011 Charlie trabajó al lado del cantante español Enrique Bunbury en la grabación del álbum Licenciado Cantinas.
A lo largo de su carrera ha ganado catorce Blues Music Awards y ha sido nominado en seis ocasiones a los Premios Grammy. Ha sido galardonado por toda su trayectoria artística en el Festival de Monterey y en el Festival Internacional de Jazz de San Javier en España. En 2010 fue incluido en el Salón de la Fama del Blues.

## Discografía
- 1967 Stand Back! Here Comes Charley Musselwhite's Southside Band (Vanguard)
- 1968 Stone Blues (Vanguard)
- 1969 Tennessee Woman (Vanguard)
- 1970 Memphis, Tennessee  (Paramount-ABC/MCA)
- 1971 Louisiana Fog (Cherry Red Records/Kent Music)
- 1971 Takin' My Time (Arhoolie)
- 1974 Goin' Back Down South (Arhoolie)
- 1975 Leave The Blues To Us (Capitol)
- 1978 Times Gettin' Tougher Than Tough (Crystal Clear)
- 1979 The Harmonica According To Charlie Musselwhite (Kicking Mule; later issued on Blind Pig)
- 1982 Curtain Call: Charlie Musselwhite & The Dynatones 'Live' (War Bride-Solid Smoke; later issued on Westside)
- 1984 Where Have All the Good Times Gone? (Blue Rock'it)
- 1986 Mellow-Dee (CrossCut)
- 1988 Cambridge Blues (Blue Horizon)
- 1989 Memphis Charlie (Arhoolie)
- 1990 Ace Of Harps (Alligator)
- 1991 Signature (Alligator)
- 1993 In My Time (Alligator)
- 1994 The Blues Never Die (Vanguard)
- 1997 Rough News (Point Black-Virgin/EMI)
- 1999 Continental Drifter (Point Blank-Virgin/EMI)
- 1999 Super Harps (con James Cotton, Billy Branch, Sugar Ray Norcia) (Telarc)
- 1999 Harpin' On A Riff: The Best Of Charlie Musselwhite (Music Collection International)
- 2000 Best Of The Vanguard Years (Vanguard)
- 2000 Up And Down the Highway: Live 1986 (Indigo)
- 2002 One Night in America (Telarc)
- 2003 Darkest Hour: The Solo Recordings Of Charlie Musselwhite (Henrietta Records)
- 2004 Sanctuary (Real World-Narada/EMI)
- 2005 Deluxe Edition (Alligator)
- 2006 Delta Hardware (Real World-Narada/EMI)
- 2007 Black Snake Moan (Music From The Motion Picture) (New West)
- 2008 Rough Dried: Live At The Triple Door (Henrietta)
- 2010 The Well (Alligator)
- 2012 Juke Joint Chapel [live] (Henrietta)
- 2013 Get Up! (con Ben Harper) (Stax-Concord/UMe)
- 2015 I Ain't Lyin'... (Henrietta)
- 2018 No Mercy In This Land (Ben Harper y Charlie Musselwhite) (ANTI)[7]